# Каскадёры (телесериал)
«Каскадёры» (англ. The Fall Guy, варианты перевода названия — «Падающий парень», «Трюкач») — американский приключенческий экшен-сериал с элементами комедии, транслировавшийся на телеканале ABC с 1981 по 1986 год. Сериал выдержал 5 сезонов, насчитывающих в сумме 113 эпизодов.

## Сюжет
В этом сериале Ли Мэйджорс играет Кольта Сиверса — голливудского каскадёра, который в перерывах между съёмками подрабатывает частным детективом и охотником за головами. Он использует свои физические способности и знание трюков (особенно автомобильных трюков, которые он исполняет на пикапах GMC) для поимки беглецов и преступников. В этом ему помогают его кузен — начинающий каскадёр Хауи Мэнсон (Дуглас Барр) и его подруга Джоди Бэнкс (Хезер Томас).
Обычно, эпизод начинается с того, что команда Сиверса выполняет какой-нибудь трюк для фильма или телесериала, а затем им поручают найти человека, который, к примеру, не уплатил долг. Его случай, как правило, оказывается более сложным, чем это казалось. В ходе борьбы с негодяями, Сиверс исполняет каскадёрский трюк, схожий с тем, что был показан в начале.
Сериал насыщен камео, в которых появляются знаменитости Голливуда и эксцентрическими шутками, отсылающими зрителей к предыдущему сериалу Мейджорса, «The Six Million Dollar Man».

## Заглавная песня
В самом начале каждого эпизода, заставка и титры сопровождаются песней «Неизвестный каскадёр» (англ. «The Unknown Stuntman», (mp3). Эту песню, текст которой написали Глен А. Ларсон, Гейл Дженсен и Дэвид Соммервилль, исполняет сам Ли Мэйджорс. В тексте упоминается бывшая жена Мейджорса, Фарра Фосетт и другие звёзды Голливуда — Салли Филд, Рэкел Уэлч, Шерил Тигс и прочие.

## В главных ролях
- Кольт Сиверс — Ли Мэйджорс
- Хауи Мэнсон — Дуглас Барр
- Джоди Бэнкс — Хезер Томас
- Саманта «Большой Джек» Джек — Джо Энн Пфлюг (1981-82)
- Терри Шэннон / Майклз — Марки Пост (1982-85)
- Певица — Дебора Людвиг Дэвис (1983-86)

## Интересные факты
- В 2001—2002 годах телеканал УТ-1 провёл показ всех пяти сезонов сериала «The Fall Guy» на территории Украины (с украиноязычным дубляжем, под адаптированным названием «Каскадёры»). В России сериал пока не транслировался.
- В 2007 году полный первый сезон телесериала «The Fall Guy» был впервые выпущен на DVD компанией 20th Century Fox (релиз для США и Канады).

## Ремейк
Фильм «Каскадёры» режиссёра Дэвида Литча, с Аарон Тейлор-Джонсон и Райан Гослинг в главных ролях.